# SS Principessa Mafalda
L'SS Principessa Mafalda va ser un transatlàntic italià construït per a la companyia Navigazione Generale Italiana (NGI). Anomenat en honor a la princesa Mafalda de Savoia, segona filla del rei Víctor Manuel III d'Itàlia, el vaixell es va completar i va entrar al servei sud-americà de l'NGI entre Gènova i Buenos Aires el 1909. El seu vaixell germà SS Principessa Jolanda es va enfonsar immediatament després del llançament el 22 de setembre de 1907.
El 25 d'octubre de 1927, mentre estava davant de la costa del Brasil, un eix de l'hèlix es va fracturar i va danyar el casc. El vaixell es va enfonsar lentament en presència de vaixells de rescat, però la confusió i el pànic van provocar 314 víctimes mortals dels 1.252 passatgers i tripulants a bord del vaixell. L'enfonsament va provocar la major pèrdua de vides en la navegació italiana i la més gran que s'ha produït mai a l'hemisferi sud en temps de pau, cosa que va fer que l'anomenessin el "Titànic italià".

## Història primerenca
El Principessa Mafalda va ser construït al Cantiere Navale di Riva Trigoso amb la seva germana, Principessa Jolanda, que va bolcar i es va enfonsar en el seu llançament el 22 de setembre de 1907. El Principessa Mafalda va ser llançat el 22 d'octubre de 1908 sense que s'hi hagués instal·lat la seva superestructura per evitar el mateix accident. Finalment es va acabar el 30 de març de 1909 i es va convertir en el vaixell insígnia de la NGI. El 1910, va participar en el desenvolupament de la comunicació per ràdio de llarga distància quan Guglielmo Marconi va realitzar experiments a bord.
Dissenyat específicament per als viatges entre Gènova i Buenos Aires, el Principessa Mafalda va ser considerat el millor vaixell d'aquesta ruta durant diversos anys, viatjant a una velocitat relativament ràpida de 18 nusos. Les seves comoditats incloïen una sala de ball de dos pisos i àmplies cabines d'estil Lluís XVI. La vigília de la Primera Guerra Mundial, el 22 d'agost de 1914, va fer el seu únic viatge entre Gènova i Nova York. Durant la guerra, va ser requisada per la Regia Marina i va allotjar oficials a Tàrent. Va reprendre el seu servei sud-americà d'abans de la guerra el 1918. Va romandre el vaixell insígnia de la NGI fins al 1922, quan el SS Giulio Cesare en va assumir el paper. El 1926, el Mafalda havia fet més de 90 viatges d'anada i tornada llargs però sense incidents. 
El 10 de gener de 1920, el vaixell va desaparèixer a causa de l'impacte contra una mina amb una pèrdua total de vides. Dos dies més tard, va enviar un senyal de ràdio que indicava que era segur i avançava amb normalitat.

## Últim viatge i enfonsament
L'11 d'octubre de 1927 el Principessa Mafalda va sortir de Gènova cap a Buenos Aires amb parades intermèdies programades a Barcelona, Dakar, Rio de Janeiro, Santos i Montevideo. El vaixell estava sota el comandament del capità Simone Gulì, amb 971 passatgers i 288 tripulants a bord. També va transportar 300 tones de càrrega, 600 bosses de correu i 250.000 lires d'or destinades al govern argentí. El viatge havia de durar 14 dies.
Aviat es va fer evident que el vaixell estava en males condicions. El Principessa Mafalda va sortir de Barcelona gairebé un dia de retard per problemes mecànics, i en diverses ocasions va frenar fins a aturar-se completament a alta mar, de vegades durant hores. L'aigua dels banys estava disponible de forma intermitent. Una fallada del sistema de refrigeració va provocar que es fessin malbé tones d'aliments, donant lloc a nombrosos casos d'intoxicació alimentària. A la parada a Cap Verd, el capità Gulì va telegrafiar a la companyia per demanar un vaixell de reemplaçament, però li van dir: "Continueu cap a Rio i espereu instruccions". Amb el vaixell proveït d'aliments frescos i parcialment reparat, van continuar cap a l'Atlàntic.
El 23 d'octubre, el Principessa Mafalda havia desenvolupat una petita però notable inclinació a babor. Els passatgers, que havien rebut poques explicacions per les avaries anteriors, ara començaven a preocupar-se perquè el vaixell prengués aigua. Encara que molt endarrerit, finalment viatjava a tot vapor a la costa del nord del Brasil el dia 24. La vida a bord va fluir més tranquil·lament, amb la part més llarga del viatge gairebé completa. En creuar l'equador, es va organitzar una cerimònia de creuament a coberta amb música d'orquestra i un gran pastís.
Cap a les 17:15 hores del 25 d'octubre de 1927, prop de l'arxipèlag d'Abrolhos, 130 quilòmetres davant de Salvador de Bahia, Brasil, el vaixell va ser sacsejat per diversos estrems forts. En un principi, es va assegurar als passatgers que això només es devia a la pèrdua d'una hèlix i la situació no era perillosa. No obstant això, al pont, l'enginyer va informar que l'eix de l'hèlix d'estribord s'havia fracturat, però també s'havia desviat del seu eix i va provocar una sèrie d'esquerdes al casc. Les portes hermètiques no es van poder tancar del tot, cosa que va complicar més les coses. A les 17:35, el capità Gulì va donar l'alarma i va ordenar a l'oficial de ràdio que enviés un SOS. També va dir que això era només una precaució, ja que creia que el seu vaixell podria romandre a flotació fins l'endemà. Dos vaixells, l'Empire Star (britànic) i l'Alhena (holandès), van arribar ràpidament. Amb bon temps i el rescat proper, la situació semblava estar sota control.
Hi ha moltes versions contradictòries del que va passar després. Segons algunes fonts, el vaixell va continuar avançant en un ampli cercle durant almenys una hora; els vaixells de rescat van rebre senyals confusos sobre com assistir, i no tots els vaixells salvavides es van poder llançar a causa de la inclinaació, alguns van ser precipitats per la multitud i diversos van demostrar que no eren navegables per falta de manteniment. Els vaixells de rescat, tement una possible explosió de la caldera, es van mantenir a distància. No obstant això, diversos dels seus bots salvavides van ser capaços d'apropar-se al vaixell que s'enfonsava i traslladar supervivents als vaixells de rescat, especialment l'Alhena. El capità Gulì va dirigir amb el seu megàfon el llançament dels bots salvavides des del pont; l'evacuació va ser ordenada al principi, però el pànic va començar a propagar-se ràpidament quan va fallar l'electricitat a les 22:03, deixant el vaixell en la foscor. Els passatgers van començar a saltar al mar, on els taurons en van atacar alguns, i Gulì, adonant-se que el vaixell ara s'enfonsava ràpidament, va ordenar que baixessin tots els bots salvavides restants; la considerable inclinació a babord va dificultar el llançament dels vaixells salvavides d'estribord, alguns dels quals van quedar malmesos contra el casc i van quedar inutilitzats. La situació era una mica millor a babord, a càrrec del primer oficial Maresco. Tot i així, diversos bots salvavides van començar a omplir-se d'aigua a causa del seu estat deteriorat, i els passatgers en pànic en van bolcar d'altres. S'ha informat que alguns passatgers es van suïcidar; els relats deien que diversos passatgers de primera classe es van quedar amb el capità i no es van molestar a arribar als bots salvavides.
El capità Gulì es va enfonsar amb el vaixell i l'enginyer en cap, Silvio Scarabicchi, es va suïcidar disparant-se a si mateix. Gulì va ser condecorat pòstumament per la valentia al mar, igual que els dos operadors de ràdio, Luigi Reschia i Francesco Boldracchi, que van romandre al seu lloc fins que es van ofegar.
A les 22:10, unes quatre hores i vint minuts després de l'accident inicial, el Principessa Mafalda es va enfonsar primer per la popa. Diversos vaixells van arribar per ajudar ja que es va enfonsar en una ruta marítima molt transitada. A l'alba, l'Alhena havia recollit 450 supervivents. L'Avelona en va rescatar 300, l'Empire Star 202, el Formosa 151, el Rosetti 122 i Moselle 49, 22 de les quals van ser desembarcades a Bahia. Els rescatats per Empire Star van ser traslladats a Formosa i van desembrcar a Rio de Janeiro. Hi ha moltes controvèrsies sobre què va passar exactament i qui va ser el responsable del nombre de morts. Els informes de trets, taurons a l'aigua, calderes que explotaven i vaixells propers que es negaven a ajudar es van publicar àmpliament, però mai es van confirmar. Fins i tot el lloc exacte del naufragi continua sent un tema de disputa avui dia. En aquell moment, l'enfonsament va ser la major pèrdua de vides en un vaixell italià i a l'hemisferi sud.

## Conseqüències
Immediatament després de la tragèdia es va iniciar una investigació per part de la Junta de la Marina italiana. Va determinar que una articulació a la carcassa de l'hèlix va ser la culpable de l'accident. Va ordenar que els eixos d'hèlix de tots els vaixells matriculats a Itàlia estiguessin equipats amb dispositius dissenyats per evitar aquests accidents. També va determinar que sis bots salvavides a la popa no es podien utilitzar a causa de la mala col·locació. No es van investigar els problemes de l'antiguitat del vaixell, el manteniment inadequat i les accions de la tripulació. No obstant això, l'NGI va rebre l'ordre d'indemnitzar durament les famílies de les víctimes.
Una anàlisi del 2012 va descobrir que, tot i que el nombre de víctimes entre els passatgers de la direcció era realment elevat, una proporció més gran de passatgers de primera classe van morir (51,8%) que de passatgers de la classe de direcció (27,8%). La taxa de supervivència dels homes (74,1%) i dones (73,3%) era gairebé idèntic.